# Acridinae (insecten)
Acridinae vormen een onderfamilie van rechtvleugelige insecten die behoort tot familie veldsprinkhanen (Acrididae).

## Taxonomie
- Onderfamilie Acridinae MacLeay, 1821
  -     - Geslacht Acteana Karsch, 1896
    - Geslacht Aeropedelloides Liu, 1981
    - Geslacht Aethiopiacris La Greca, 1994
    - Geslacht Afrophlaeoba Jago, 1983
    - Geslacht Allotruxalis Rehn, 1944
    - Geslacht Anaeolopus Uvarov, 1922
    - Geslacht Bababuddinia Bolívar, 1918
    - Geslacht Bambesiana Koçak & Kemal, 2008
    - Geslacht Brachyacrida Dirsh, 1952
    - Geslacht Brachyphlaeobella Jago, 1983
    - Geslacht Calliphlaeoba Ramme, 1941
    - Geslacht Cannula Bolívar, 1906
    - Geslacht Capulica Bolívar, 1918
    - Geslacht Carinacris Liu, 1984
    - Geslacht Carliola Uvarov, 1939
    - Geslacht Chirista Karsch, 1893
    - Geslacht Chlorophlaeoba Ramme, 1941
    - Geslacht Chlorophlaeobella Jago, 1983
    - Geslacht Chokwea Uvarov, 1953
    - Geslacht Chromacrida Dirsh, 1952
    - Geslacht Chromochokwea Jago, 1983
    - Geslacht Chromotruxalis Dirsh, 1951
    - Geslacht Closteridea Scudder, 1893
    - Geslacht Cocytotettix Rehn, 1906
    - Geslacht Cohembia Uvarov, 1953
    - Geslacht Comacris Bolívar, 1890
    - Geslacht Conuacris Willemse, 1932
    - Geslacht Coryphosima Karsch, 1893
    - Geslacht Covasacris Liebermann, 1970
    - Geslacht Culmulus Uvarov, 1953
    - Geslacht Dorsthippus Donskoff, 1977
    - Geslacht Duronia Stål, 1876
    - Geslacht Duroniopsis Bolívar, 1914
    - Geslacht Eoscyllina Rehn, 1909
    - Geslacht Epacromiacris Willemse, 1933
    - Geslacht Euprepoptera Uvarov, 1953
    - Geslacht Euthynous Stål, 1877
    - Geslacht Eutryxalis Bruner, 1900
    - Geslacht Glyphoclonus Karsch, 1896
    - Geslacht Guichardippus Dirsh, 1959
    - Geslacht Gymnobothroides Karny, 1917
    - Geslacht Gymnobothrus Bolívar, 1889
    - Geslacht Hulstaertia Ramme, 1931
    - Geslacht Hyperocnocerus Uvarov, 1953
    - Geslacht Julea Bolívar, 1914
    - Geslacht Kaloa Bolívar, 1909
    - Geslacht Keya Uvarov, 1941
    - Geslacht Lemuracris Dirsh, 1966
    - Geslacht Lobopoma Karsch, 1896
    - Geslacht Luzonica Willemse, 1933
    - Geslacht Machaeridia Stål, 1873
    - Geslacht Malcolmburria Uvarov, 1953
    - Geslacht Megaphlaeoba Willemse, 1951
    - Geslacht Neophlaeoba Usmani & Shafee, 1983
    - Geslacht Nimbacris Popov & Fishpool, 1992
    - Geslacht Nivisacris Liu, 1984
    - Geslacht Ocnocerus Bolívar, 1889
    - Geslacht Odontomelus Bolívar, 1890
    - Geslacht Orthochtha Karsch, 1891
    - Geslacht Oxybothrus Uvarov, 1953
    - Geslacht Oxyolena Karsch, 1893
    - Geslacht Oxyphlaeoba Ramme, 1941
    - Geslacht Oxytruxalis Dirsh, 1951
    - Geslacht Palawanacris Ramme, 1941
    - Geslacht Pamacris Ramme, 1929
    - Geslacht Panzia Miller, 1929
    - Geslacht Paracoryphosima Descamps & Wintrebert, 1966
    - Geslacht Paralobopoma Rehn, 1914
    - Geslacht Paraphlaeoba Bolívar, 1902
    - Geslacht Paraphlaeobida Willemse, 1951
    - Geslacht Parga Walker, 1870
    - Geslacht Parodontomelus Ramme, 1929
    - Geslacht Pasiphimus Bolívar, 1914
    - Geslacht Perella Bolívar, 1914
    - Geslacht Phlocerus Fischer von Waldheim, 1833
    - Geslacht Phloeochopardia Dirsh, 1958
    - Geslacht Phorinia Bolívar, 1914
    - Geslacht Phryganomelus Jago, 1983
    - Geslacht Plagiacris Sjöstedt, 1931
    - Geslacht Platyverticula Jago, 1983
    - Geslacht Pseudoeoscyllina Liang & Jia, 1992
    - Geslacht Pseudopargaella Descamps & Wintrebert, 1966
    - Geslacht Pseudoptygonotus Zheng, 1977
    - Geslacht Rammeihippus Woznessenskij, 1996
    - Geslacht Rastafaria Ramme, 1931
    - Geslacht Rhabdoplea Karsch, 1893
    - Geslacht Roduniella Bolívar, 1914
    - Geslacht Ruganotus Yin, 1979
    - Geslacht Rugophlaeoba Willemse, 1951
    - Geslacht Shabacris Popov & Fishpool, 1992
    - Geslacht Sherifuria Uvarov, 1926
    - Geslacht Sumba Bolívar, 1909
    - Geslacht Tenuihippus Willemse, 1994
    - Geslacht Truxaloides Dirsh, 1951
    - Geslacht Uganda Bolívar, 1909
    - Geslacht Urugalla Uvarov, 1927
    - Geslacht Vietteacris Descamps & Wintrebert, 1966
    - Geslacht Vitalisia Bolívar, 1914
    - Geslacht Weenenia Miller, 1932
    - Geslacht Wellawaya Uvarov, 1927
    - Geslacht Xenocymochtha Popov & Fishpool, 1992
    - Geslacht Xenoderus Uvarov, 1925
    - Geslacht Xenotruxalis Dirsh, 1951
    - Geslacht Yendia Ramme, 1929
    - Geslacht Zacompsa Karsch, 1893
    - Geslacht Zambiacris Johnsen, 1983
    - Geslacht Zygophlaeoba Bolívar, 1902

  - Geslachtengroep Acridini MacLeay, 1821
    - Geslacht Acrida Linnaeus, 1758
    - Geslacht Acridarachnea Bolívar, 1908
    - Geslacht Caledia Bolívar, 1914
    - Geslacht Calephorops Sjöstedt, 1920
    - Geslacht Cryptobothrus Rehn, 1907
    - Geslacht Froggattina Tillyard, 1926
    - Geslacht Perala Sjöstedt, 1921
    - Geslacht Rapsilla Sjöstedt, 1921
    - Geslacht Schizobothrus Sjöstedt, 1921

  - Geslachtengroep Calephorini Yin, 1982
    - Geslacht Calephorus Fieber, 1853

  - Geslachtengroep Hyalopterygini Brunner von Wattenwyl, 1893
    - Geslacht Guaranacris Rehn, 1944
    - Geslacht Hyalopteryx Charpentier, 1843
    - Geslacht Metaleptea Brunner von Wattenwyl, 1893
    - Geslacht Neorphula Donato, 2004
    - Geslacht Orphula Stål, 1873
    - Geslacht Parorphula Bruner, 1900
    - Geslacht Paulacris Rehn, 1944

  - Geslachtengroep Phlaeobini Brunner von Wattenwyl, 1893
    - Geslacht Holopercna Karsch, 1891
    - Geslacht Leopardia Baccetti, 1985
    - Geslacht Oxyphlaeobella Ramme, 1941
    - Geslacht Phlaeoba Stål, 1861
    - Geslacht Phlaeobacris Willemse, 1932
    - Geslacht Phlaeobella Ramme, 1941
    - Geslacht Phlaeobida Bolívar, 1902
    - Geslacht Pseudophlaeoba Bolívar, 1914
    - Geslacht Pyrgophlaeoba Miller, 1929
    - Geslacht Sikkimiana Uvarov, 1940
    - Geslacht Sinophlaeoba Niu & Zheng, 2005
    - Geslacht Sinophlaeobida Yin & Yin, 2007
    - Geslacht Xerophlaeoba Uvarov, 1936

  - Geslachtengroep Truxalini Serville, 1838
    - Geslacht Truxalis Fabricius, 1775